# Günther Wirth (Fußballspieler)
Günther „Wibbel“ Wirth (* 9. Januar 1933 in Dresden; † 13. November 2020) war ein deutscher Fußballspieler. In der höchsten Spielklasse des DDR-Fußballs, der Oberliga, spielte er für die BSG Motor Oberschöneweide und den ASK Vorwärts Berlin. Für die A-Nationalelf der DDR traf er in 28 Länderspielen elfmal.

## Sportliche Laufbahn

### Vereins-, Gemeinschafts- und Clubstationen
Zwei Jahre vor Ende des Zweiten Weltkrieges meldete sich der zehnjährige Günther Wirth 1943 bei der Fußballmannschaft von Guts Muts Dresden an. Nach dem Krieg spielte er sechs Jahre lang bei der SG Johannstadt Dresden, danach schloss er sich nach kurzen Episoden bei der BSG VVB Tabak Dresden und der HSG Wissenschaft Karlshorst im Herbst 1951 der BSG Motor Oberschöneweide an, deren Fußballmannschaft in der höchsten DDR-Spielklasse, der Oberliga, vertreten war.
Dort hatte sich Wirth schnell eine Stammposition als Linksaußen erobert und gehörte mit seinen Sturmkollegen Horst Assmy und Lothar Meyer zu den Leistungsträgern der Mannschaft. Während die Motor-Mannschaft – am Saisonende 1952/53 abgestiegen – in der Saison 1953/54 trotz ihres Paradesturms den Wiederaufstieg verpasste, war mit der Armeemannschaft ZASK Vorwärts Berlin ein anderes Berliner Team aufgestiegen, dass sich intensiv um die drei Oberschöneweider Stürmer bemühte.
Trotz heftiger Proteste aus der Öffentlichkeit wechselte Wirth im Dezember 1954 zur Armeemannschaft, später folgten auch noch Assmy und Meyer. Beim ASK Vorwärts Berlin entwickelte sich der inzwischen 21-jährige Wirth zu einem der besten Fußballspieler der DDR jener Zeit. Am 3. Februar 1955 nahm er in der Deutschen Sporthalle in der Berliner Stalinallee vom Stellvertreter des Vorsitzenden des Ministerrats, Walter Ulbricht, die staatliche Auszeichnung Meister des Sports entgegen und war somit einer von elf Fußballspielern der DDR, die an jenem Tag diese Ehrung erhielten. Mit seiner Mannschaft feierte er vier Meistertitel, wirkte insgesamt in 209 Punktspielen mit und erzielte 44 Tore. Zusammen mit seiner Oberschöneweider Zeit kam er auf 255 Oberligaspiele mit 64 Treffern. Seine aktive Laufbahn ließ er in der Saison 1965/66 in der Reservemannschaft des im Laufe der Saison in FC Vorwärts Berlin umstrukturierten Klubs ausklingen.

### Auswahleinsätze
Obwohl Oberschöneweide 1953 in die zweitklassige DDR-Liga abgestiegen war, wurden er, Assmy und Meyer am 8. Mai 1954 erstmals in einem Spiel der DDR-Nationalmannschaft eingesetzt, spielten aber allesamt zu harmlos, sodass die Begegnung in Berlin mit 0:1 gegen die Nationalmannschaft Rumäniens verloren ging. Am 18. September 1955 erhielt Wirth eine zweite Chance in der Nationalmannschaft, die dieses Mal in Bukarest gegen Rumänien antrat. Mit 3:2 konnten die DDR-Spieler erfolgreich Revanche nehmen, und Linksaußen Wirth steuerte ein Tor zum ersten Sieg der DDR-Elf in ihrem 7. Spiel bei. Von diesem Zeitpunkt an hatte sich Wirth einen Stammplatz in der Nationalmannschaft erkämpft, in der er bis 1962 28 Mal aufgeboten wurde und dabei elf Tore erzielte. Auch sein letztes Länderspiel am 14. Oktober 1962 bestritt er wieder gegen Rumänien – und wieder steuerte er beim 3:2-Sieg ein Tor bei.

### Erfolge und Auszeichnungen
- DDR-Meister 1958, 1960, 1962, 1965
- Meister des Sports: 1955

## Berufliche Laufbahn
Wirth bildete sich zum Diplomökonomen und -journalisten weiter. Nach seiner aktiven Laufbahn arbeitete er zunächst als Pressereferent bei der Armeesportvereinigung Vorwärts. Ebenfalls war er als Kolumnist zum Oberligafußball bei der FDGB-Zeitung Tribüne tätig. Ab dem 1. Juli 1990 schrieb er auch für die Berliner Fußballzeitung fuwo und wurde dort 1991 in den Vorruhestand verabschiedet. Im November 2020 verstarb der frühere Nationalspieler.

## Trivia
Seine Söhne Michael und Peter spielten höherklassig Fußball, die Tochter Janina wurde als Eiskunstläuferin Juniorenweltmeisterin.

## Einzelbelege
1. ↑  Früherer DDR-Nationalspieler Günther Wirth verstorben. Süddeutsche Zeitung, 25. November 2020, abgerufen am 24. April 2024.
2. ↑  Allen Fußballern ein Vorbild: Unsere „Meister des Sports“. In: Die neue Fußballwoche (Fuwo). Nr. 6, 8. Februar 1955, S. 2.
3. ↑  Matthias Arnhold: Günther Wirth - Matches and Goals in Oberliga. RSSSF.org, 2. Dezember 2020, abgerufen am 23. April 2024 (englisch).
4. ↑  Matthias Arnhold: Günther Wirth - Goals in International Matches. RSSSF.org, 28. Januar 2021, abgerufen am 23. April 2024 (englisch).
5. ↑  fuwo – Die neue Fußballwoche. 28. Dezember 1982, Seite 13.
6. ↑  Union trauert um Günther „Wibbel" Wirth. 1. FC Union Berlin, 26. November 2020, abgerufen am 23. April 2024.

| Personendaten    | Personendaten                    |
| ---------------- | -------------------------------- |
| NAME             | Wirth, Günther                   |
| ALTERNATIVNAMEN  | Wirth, Wibbel (Spitzname)        |
| KURZBESCHREIBUNG | deutscher Fußballnationalspieler |
| GEBURTSDATUM     | 9. Januar 1933                   |
| GEBURTSORT       | Dresden                          |
| STERBEDATUM      | 13. November 2020                |